# Ewolucja ptaków

Porównanie rozmiarów człowieka i Jinfengopteryx z rodziny Troodontidae

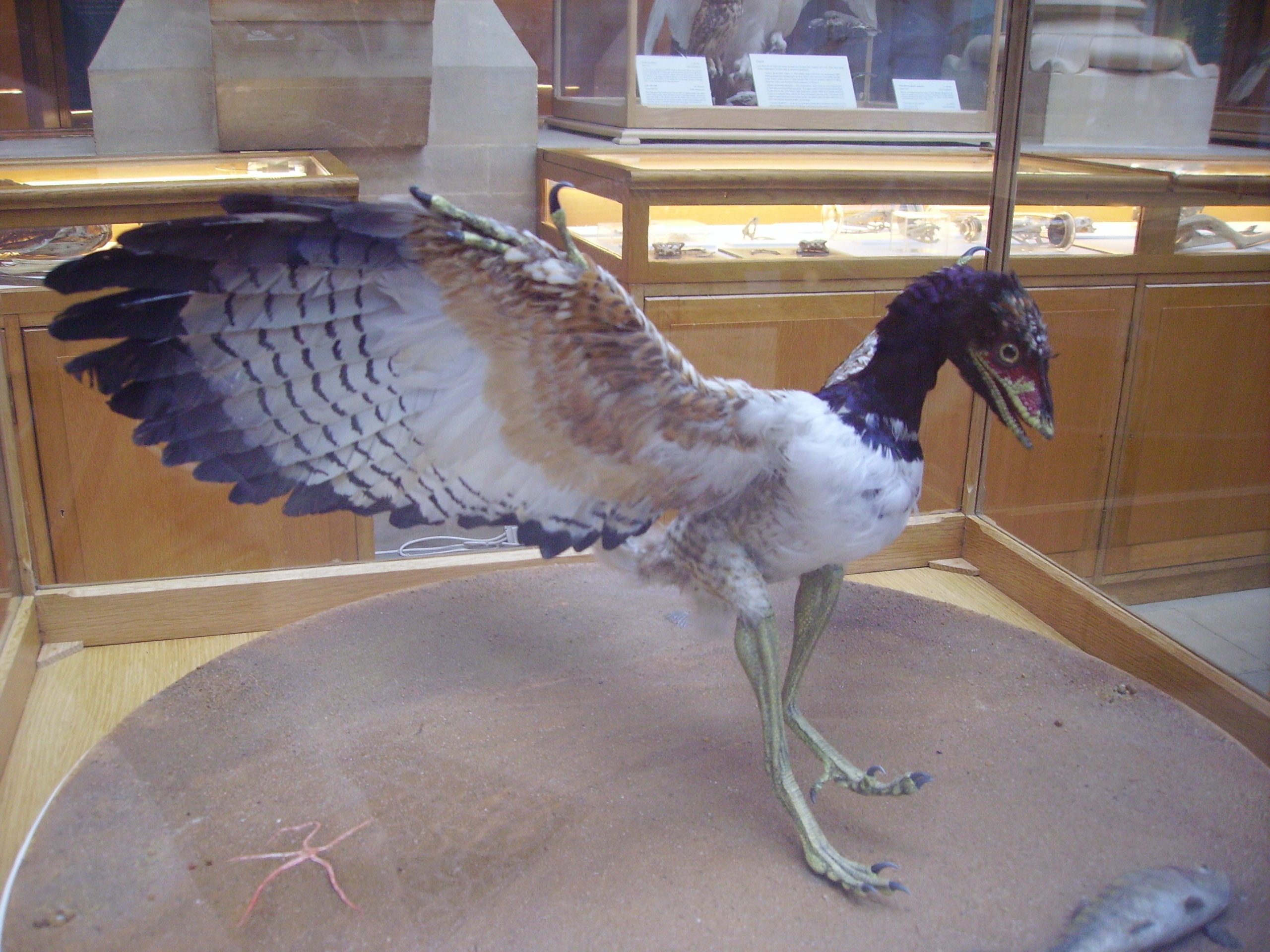
Archaeopteryx lithographica był jednym z pierwszych przedstawicieli Aves

Ewolucja ptaków – ewolucja biologiczna zwierząt zaliczanych do gromady ptaków (Aves).

## Ptaki a dinozaury
Kopalny materiał dowodowy i intensywne analizy biologiczne pokazują bez wątpienia, że ptaki należą do teropodów. Dokładniej, są one członkami grupy maniraptorów. W miarę jak naukowcy odkrywali więcej nielotnych teropodów, które są blisko spokrewnione z ptakami, początkowo wyraźna granica pomiędzy nieptakami i ptakami zaczęła się zacierać. Niedawne odkrycia w prowincji Liaoning w północno-wschodnich Chinach potęgują niejasności: wiele odkrytych tam skamieniałości małych teropodów miało pióra.
Współcześni paleontolodzy zakładają, że Aves są najbliżej spokrewnione z deinonychozaurami, w skład których wchodzą dromeozaury i troodony. Razem te trzy formy tworzą grupę zwaną Paraves (para-ptaki). Prymitywny dromeozaur Mikroraptor posiadał cechy, które mogły umożliwić mu szybowanie lub latanie. Najbardziej prymitywne deinonychozaury były bardzo małe, np. Jinfengopteryx. To pozwala przypuszczać, że przodek wszystkich Paraves mógł być nadrzewny i/lub mógł szybować.
Późnojurajski Archaeopteryx jest dobrze znany jako jedna z pierwszych znalezionych form przejściowych, stanowiąc idealny przykład na poparcie teorii ewolucji pod koniec XIX w. W rzeczywistości Archaeopteryx nie był bezpośrednim przodkiem ptaków, choć posiadając zarówno cechy uznawane za „gadzie”, jak i cechy „ptasie”, stał się dowodem na pochodzenie ptaków bezpośrednio od gadów. Archaeopteryx posiadał charakterystyczne dla gadów cechy: zęby, palce z pazurami i długi, jaszczuropodobny ogon, ale świetnie zachowane skrzydła miały lotki identyczne, jak u nowoczesnych ptaków. Obecnie nie jest uważany za bezpośredniego przodka ptaków nowoczesnych, ale jest najstarszym i najbardziej prymitywnym członkiem Aves lub Avialae i jest przypuszczalnie blisko spokrewniony z prawdziwym przodkiem ptaków żyjących dzisiaj. Pojawiały się nawet sugestie, że Archaeopteryx jest zwierzęciem mniej spokrewnionym z ptakami niż z innymi grupami dinozaurów i że Avimimus wydaje się być bardziej prawdopodobnym ogniwem linii ewolucyjnej między mikroraptorami i ptakami nowoczesnymi niż Archaeopteryx. W 2023 odkryto w Chinach skamieniałości wczesnego przedstawiciela kladu Avialae nazwanego Fujianvenator.
Odkryty w 2002 roku dromeozaur kryptowolans (Cryptovolans) (który może być synonimiczny do mikroraptora) był zdolny do aktywnego lotu, miał bowiem grzebień i, w przeciwieństwie do Archeopteryx, haczykowate wyrostki żeber (processus uncinatus). W rzeczywistości kryptowolans był lepszym „ptakiem” niż Archaeopteryx, który nie posiadał niektórych cech ptaków nowoczesnych. Z tego powodu niektórzy paleontolodzy sugerują, że dromaeozaury są faktycznie pierwotnymi ptakami, których więksi przedstawiciele są wtórnie nielotni, tzn. że dromaeozaury ewoluowały z ptaków, a nie na odwrót. Dowód dla tej teorii jest obecnie niejednoznaczny, ale poszukiwania doprowadziły do odsłonięcia skamieniałości (zwłaszcza w Chinach) dziwnie opierzonych dromeozaurów. Jest niemal pewne, że środkowojurajskie teropody były zdolne do prymitywnego lotu dzięki wykorzystaniu opierzonych skrzydeł, a lot ten został „wypróbowany” w kilku liniach i wariantach przez ptaki wczesnokredowe, takie jak Confuciusornis, który miał kilka specyficznych cech. Na przykład jego szczątkowy ogon nie nadawał się do sterowania, a kształt jego skrzydła był raczej wyspecjalizowany, chociaż szkielet ramienia był wciąż dość „dinozaurowy”. Nie posiadał także zębów. Wymarłe teropody miały płuca z workami powietrznymi jak współczesne ptaki. 
Poniżej pokazano drzewo filogenetyczne od maniraptorów (Maniraptora) do ptaków (Aves) według Norella i in. (2006); nazwy kladów oparte na definicjach podanych przez: Sereno (2005).
|  | Therizinosauria  |
|  |                  |
|  | Oviraptorosauria |
|  |                  |

| Deinonychosauria | \| \| Dromaeosauridae \| \| \| \| \| \| Troodontidae \| \| \| \| |
|                  | \| \| Dromaeosauridae \| \| \| \| \| \| Troodontidae \| \| \| \| |
|                  | Aves                                                             |
|                  |                                                                  |
|                  | Dromaeosauridae                                                  |
|                  |                                                                  |
|                  | Troodontidae                                                     |
|                  |                                                                  |

|  | Dromaeosauridae |
|  |                 |
|  | Troodontidae    |
|  |                 |

|  | Therizinosauria  |
|  |                  |
|  | Oviraptorosauria |
|  |                  |

| Deinonychosauria | \| \| Dromaeosauridae \| \| \| \| \| \| Troodontidae \| \| \| \| |
|                  | \| \| Dromaeosauridae \| \| \| \| \| \| Troodontidae \| \| \| \| |
|                  | Aves                                                             |
|                  |                                                                  |
|                  | Dromaeosauridae                                                  |
|                  |                                                                  |
|                  | Troodontidae                                                     |
|                  |                                                                  |

|  | Dromaeosauridae |
|  |                 |
|  | Troodontidae    |
|  |                 |

|  | Therizinosauria  |
|  |                  |
|  | Oviraptorosauria |
|  |                  |

| Deinonychosauria | \| \| Dromaeosauridae \| \| \| \| \| \| Troodontidae \| \| \| \| |
|                  | \| \| Dromaeosauridae \| \| \| \| \| \| Troodontidae \| \| \| \| |
|                  | Aves                                                             |
|                  |                                                                  |
|                  | Dromaeosauridae                                                  |
|                  |                                                                  |
|                  | Troodontidae                                                     |
|                  |                                                                  |

|  | Dromaeosauridae |
|  |                 |
|  | Troodontidae    |
|  |                 |

|  | Therizinosauria  |
|  |                  |
|  | Oviraptorosauria |
|  |                  |

| Deinonychosauria | \| \| Dromaeosauridae \| \| \| \| \| \| Troodontidae \| \| \| \| |
|                  | \| \| Dromaeosauridae \| \| \| \| \| \| Troodontidae \| \| \| \| |
|                  | Aves                                                             |
|                  |                                                                  |
|                  | Dromaeosauridae                                                  |
|                  |                                                                  |
|                  | Troodontidae                                                     |
|                  |                                                                  |

|  | Dromaeosauridae |
|  |                 |
|  | Troodontidae    |
|  |                 |

|  | Therizinosauria  |
|  |                  |
|  | Oviraptorosauria |
|  |                  |

| Deinonychosauria | \| \| Dromaeosauridae \| \| \| \| \| \| Troodontidae \| \| \| \| |
|                  | \| \| Dromaeosauridae \| \| \| \| \| \| Troodontidae \| \| \| \| |
|                  | Aves                                                             |
|                  |                                                                  |
|                  | Dromaeosauridae                                                  |
|                  |                                                                  |
|                  | Troodontidae                                                     |
|                  |                                                                  |

|  | Dromaeosauridae |
|  |                 |
|  | Troodontidae    |
|  |                 |

|  | Therizinosauria  |
|  |                  |
|  | Oviraptorosauria |
|  |                  |

| Deinonychosauria | \| \| Dromaeosauridae \| \| \| \| \| \| Troodontidae \| \| \| \| |
|                  | \| \| Dromaeosauridae \| \| \| \| \| \| Troodontidae \| \| \| \| |
|                  | Aves                                                             |
|                  |                                                                  |
|                  | Dromaeosauridae                                                  |
|                  |                                                                  |
|                  | Troodontidae                                                     |
|                  |                                                                  |

|  | Dromaeosauridae |
|  |                 |
|  | Troodontidae    |
|  |                 |

|  | Therizinosauria  |
|  |                  |
|  | Oviraptorosauria |
|  |                  |

| Deinonychosauria | \| \| Dromaeosauridae \| \| \| \| \| \| Troodontidae \| \| \| \| |
|                  | \| \| Dromaeosauridae \| \| \| \| \| \| Troodontidae \| \| \| \| |
|                  | Aves                                                             |
|                  |                                                                  |
|                  | Dromaeosauridae                                                  |
|                  |                                                                  |
|                  | Troodontidae                                                     |
|                  |                                                                  |

|  | Dromaeosauridae |
|  |                 |
|  | Troodontidae    |
|  |                 |

|  | Therizinosauria  |
|  |                  |
|  | Oviraptorosauria |
|  |                  |

| Deinonychosauria | \| \| Dromaeosauridae \| \| \| \| \| \| Troodontidae \| \| \| \| |
|                  | \| \| Dromaeosauridae \| \| \| \| \| \| Troodontidae \| \| \| \| |
|                  | Aves                                                             |
|                  |                                                                  |
|                  | Dromaeosauridae                                                  |
|                  |                                                                  |
|                  | Troodontidae                                                     |
|                  |                                                                  |

|  | Dromaeosauridae |
|  |                 |
|  | Troodontidae    |
|  |                 |

|  | Therizinosauria  |
|  |                  |
|  | Oviraptorosauria |
|  |                  |

| Deinonychosauria | \| \| Dromaeosauridae \| \| \| \| \| \| Troodontidae \| \| \| \| |
|                  | \| \| Dromaeosauridae \| \| \| \| \| \| Troodontidae \| \| \| \| |
|                  | Aves                                                             |
|                  |                                                                  |
|                  | Dromaeosauridae                                                  |
|                  |                                                                  |
|                  | Troodontidae                                                     |
|                  |                                                                  |

|  | Dromaeosauridae |
|  |                 |
|  | Troodontidae    |
|  |                 |

|  | Therizinosauria  |
|  |                  |
|  | Oviraptorosauria |
|  |                  |

| Deinonychosauria | \| \| Dromaeosauridae \| \| \| \| \| \| Troodontidae \| \| \| \| |
|                  | \| \| Dromaeosauridae \| \| \| \| \| \| Troodontidae \| \| \| \| |
|                  | Aves                                                             |
|                  |                                                                  |
|                  | Dromaeosauridae                                                  |
|                  |                                                                  |
|                  | Troodontidae                                                     |
|                  |                                                                  |

|  | Dromaeosauridae |
|  |                 |
|  | Troodontidae    |
|  |                 |

|  | Therizinosauria  |
|  |                  |
|  | Oviraptorosauria |
|  |                  |

| Deinonychosauria | \| \| Dromaeosauridae \| \| \| \| \| \| Troodontidae \| \| \| \| |
|                  | \| \| Dromaeosauridae \| \| \| \| \| \| Troodontidae \| \| \| \| |
|                  | Aves                                                             |
|                  |                                                                  |
|                  | Dromaeosauridae                                                  |
|                  |                                                                  |
|                  | Troodontidae                                                     |
|                  |                                                                  |

|  | Dromaeosauridae |
|  |                 |
|  | Troodontidae    |
|  |                 |

|  | Therizinosauria  |
|  |                  |
|  | Oviraptorosauria |
|  |                  |

| Deinonychosauria | \| \| Dromaeosauridae \| \| \| \| \| \| Troodontidae \| \| \| \| |
|                  | \| \| Dromaeosauridae \| \| \| \| \| \| Troodontidae \| \| \| \| |
|                  | Aves                                                             |
|                  |                                                                  |
|                  | Dromaeosauridae                                                  |
|                  |                                                                  |
|                  | Troodontidae                                                     |
|                  |                                                                  |

|  | Dromaeosauridae |
|  |                 |
|  | Troodontidae    |
|  |                 |

|  | Therizinosauria  |
|  |                  |
|  | Oviraptorosauria |
|  |                  |

| Deinonychosauria | \| \| Dromaeosauridae \| \| \| \| \| \| Troodontidae \| \| \| \| |
|                  | \| \| Dromaeosauridae \| \| \| \| \| \| Troodontidae \| \| \| \| |
|                  | Aves                                                             |
|                  |                                                                  |
|                  | Dromaeosauridae                                                  |
|                  |                                                                  |
|                  | Troodontidae                                                     |
|                  |                                                                  |

|  | Dromaeosauridae |
|  |                 |
|  | Troodontidae    |
|  |                 |

|  | Therizinosauria  |
|  |                  |
|  | Oviraptorosauria |
|  |                  |

| Deinonychosauria | \| \| Dromaeosauridae \| \| \| \| \| \| Troodontidae \| \| \| \| |
|                  | \| \| Dromaeosauridae \| \| \| \| \| \| Troodontidae \| \| \| \| |
|                  | Aves                                                             |
|                  |                                                                  |
|                  | Dromaeosauridae                                                  |
|                  |                                                                  |
|                  | Troodontidae                                                     |
|                  |                                                                  |

|  | Dromaeosauridae |
|  |                 |
|  | Troodontidae    |
|  |                 |

|  | Therizinosauria  |
|  |                  |
|  | Oviraptorosauria |
|  |                  |

| Deinonychosauria | \| \| Dromaeosauridae \| \| \| \| \| \| Troodontidae \| \| \| \| |
|                  | \| \| Dromaeosauridae \| \| \| \| \| \| Troodontidae \| \| \| \| |
|                  | Aves                                                             |
|                  |                                                                  |
|                  | Dromaeosauridae                                                  |
|                  |                                                                  |
|                  | Troodontidae                                                     |
|                  |                                                                  |

|  | Dromaeosauridae |
|  |                 |
|  | Troodontidae    |
|  |                 |

|  | Therizinosauria  |
|  |                  |
|  | Oviraptorosauria |
|  |                  |

| Deinonychosauria | \| \| Dromaeosauridae \| \| \| \| \| \| Troodontidae \| \| \| \| |
|                  | \| \| Dromaeosauridae \| \| \| \| \| \| Troodontidae \| \| \| \| |
|                  | Aves                                                             |
|                  |                                                                  |
|                  | Dromaeosauridae                                                  |
|                  |                                                                  |
|                  | Troodontidae                                                     |
|                  |                                                                  |

|  | Dromaeosauridae |
|  |                 |
|  | Troodontidae    |
|  |                 |

## Alternatywne teorie i kontrowersje
Istnieje wiele kontrowersji związanych z badaniem pochodzenia ptaków. Początkowo niezgodności dotyczyły tego, czy ptaki ewoluowały z dinozaurów, czy bezpośrednio z bardziej prymitywnych archozaurów. Zwolennicy pochodzenia od dinozaurów byli niezgodni co do tego, czy bardziej prawdopodobnymi przodkami były dinozaury ptasiomiedniczne (Ornithischia), czy teropody. Mimo że dinozaury ptasiomiedniczne mają budowę miednicy identyczną jak ptaki nowoczesne, sugeruje się, że ptaki pochodzą od dinozaurów gadziomiednicznych, a budowa ich miednicy wykształciła się niezależnie. Faktem jest, że podobna do ptasiej budowa miednicy wykształciła się po raz trzeci wśród specyficznej grupy teropodów, zwanych Therizinosauridae.

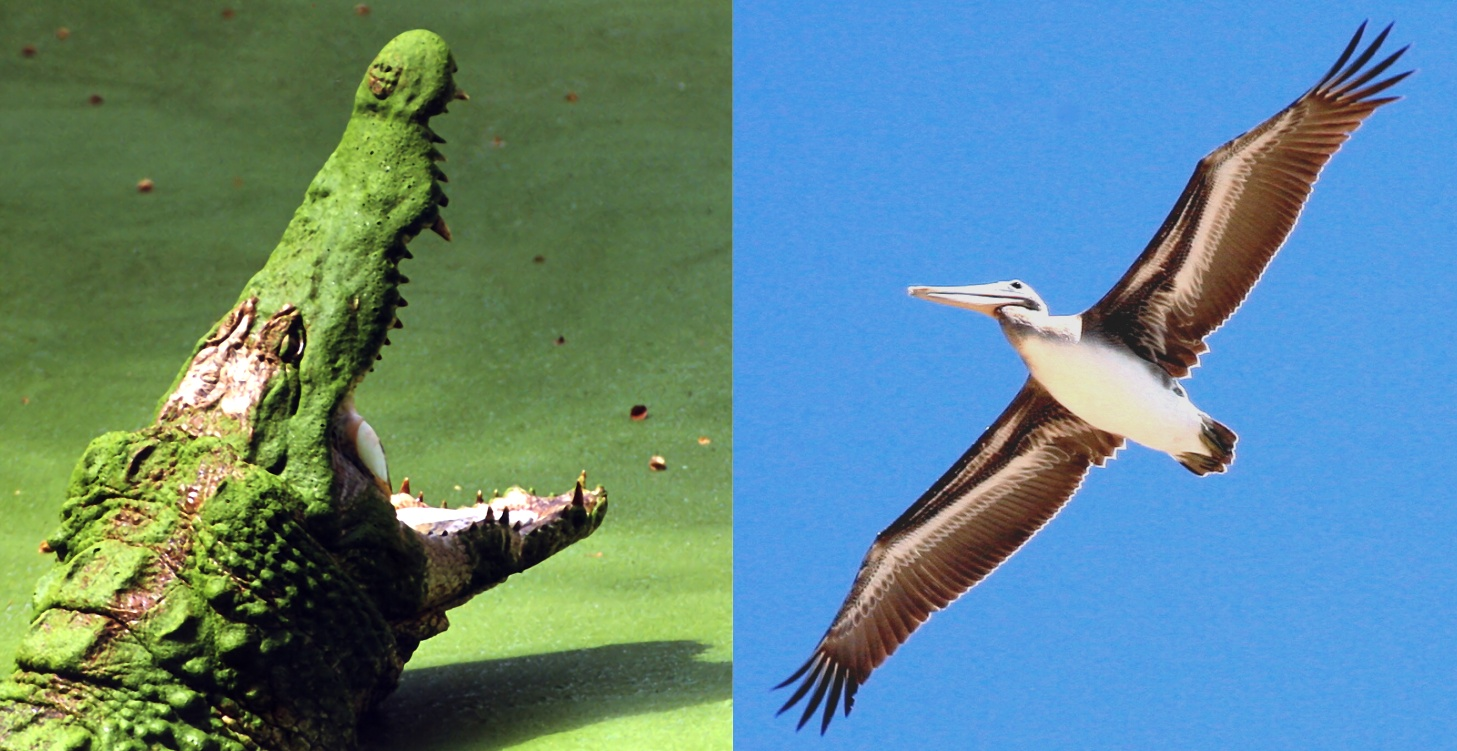
Ptaki, jak i krokodyle są jedynymi żyjącymi współcześnie archozaurami

Naukowcy Larry Martin i Alan Feduccia utrzymywali, że ptaki nie są dinozaurami, ale że ewoluowały z wczesnych archozaurów, takich jak Longisquama. W większości swych publikacji argumentowali, że podobieństwa między ptakami a maniraptorami były zbieżne i że ptaki i maniraptory nie są ze sobą spokrewnione. Kiedy pod koniec lat 90. XX w. dowody na to, że ptaki pochodzą od maniraptorów, stały się prawie bezdyskusyjne, Martin i Feduccia przyjęli hipotezę Gregory’ego S. Paula. Według niej maniraptory są wtórnie nielotnymi przodkami ptaków. Martin i Feduccia zmodyfikowali ją w wersję, że ptaki ewoluowały bezpośrednio z Longisquama i dlatego nie są dinozaurami, tak jak większość gatunków klasyfikowanych obecnie jako teropody. Zgodnie z tym maniraptory są nielotnymi archozaurami. Ta teoria jest jednak kwestionowana przez większość paleontologów. Cechy maniraptorów, które dla Martina i Feduccia są dowodami na niezdolność do lotu, są interpretowane przez innych znanych paleontologów jako preadaptacje, które maniraptory odziedziczyły po wspólnych z ptakami przodkach.
Na podstawie wykopalisk został opisany w 1991 r. gatunek Protoavis texensis, interpretowany jako ptak starszy od Archaeopteryx. Krytycy wskazują jednak, że skamieniałość ta jest słabo zachowana i w znacznym stopniu zrekonstruowana, w dodatku może być chimerą, czyli skamieliną powstałą ze skamieniałych szczątków kilku rodzajów zwierząt, traktowanych błędnie jako jeden osobnik. Puszka mózgowa jest podobna do bardzo wczesnego celurozaura.

## Wczesna ewolucja ptaków

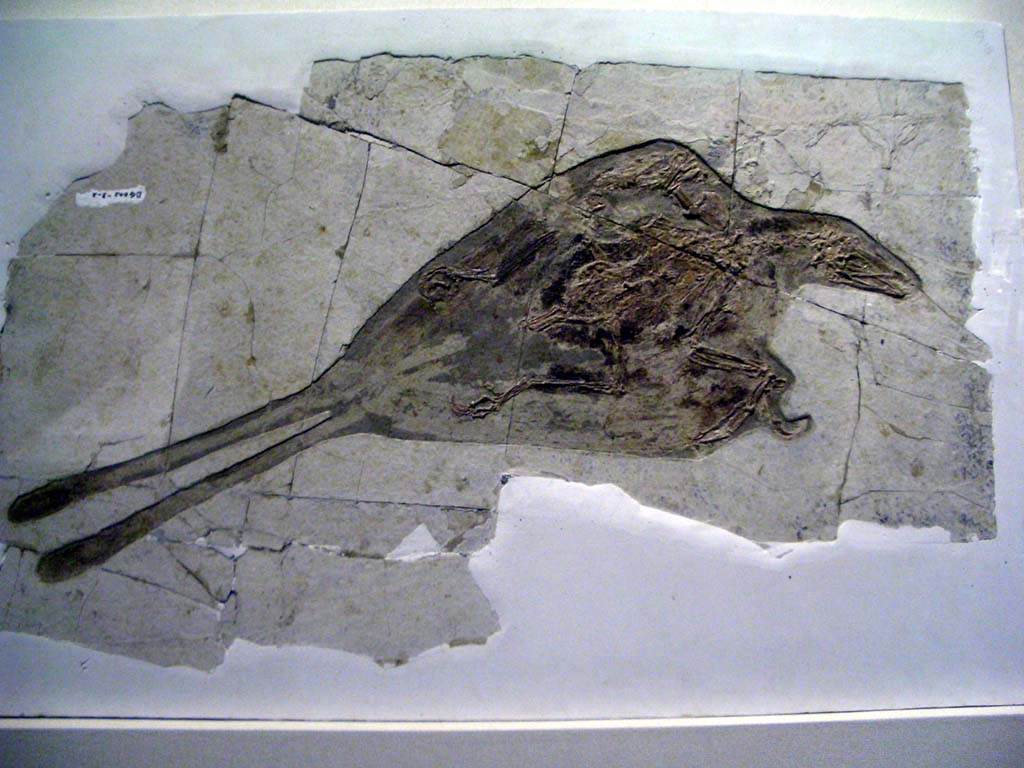
Confuchisornis sanctus był ptakiem z rodziny Confuciusornithidae – jego ogon nie był już gadzi, lecz tworzyły go pióra

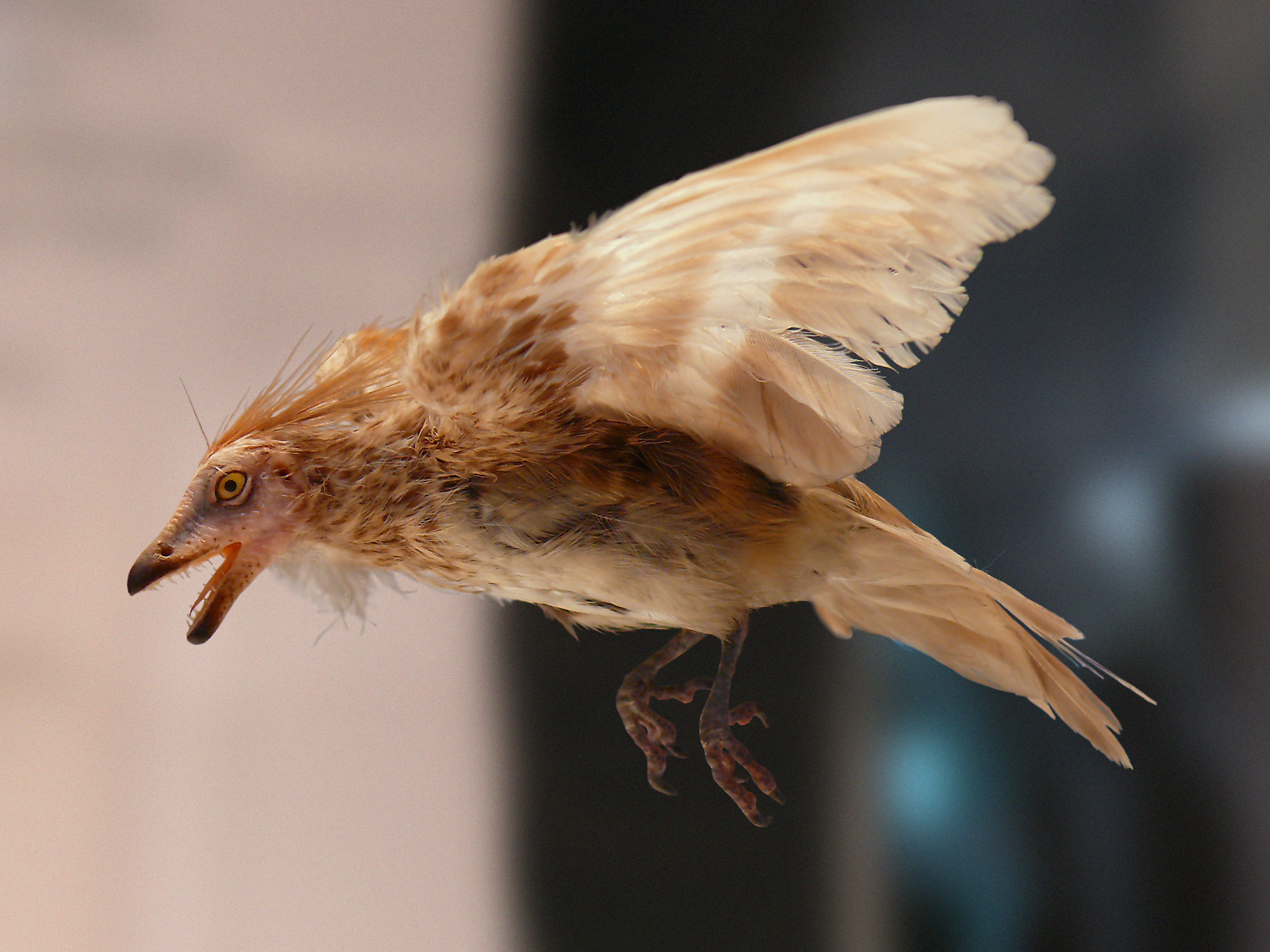
Rekonstrukcja uzębionego Iberomesornis z linii rodowej Enantiornithes

Ptaki wykształciły wiele rozmaitych form w kredzie. Wiele grup zachowało prymitywne cechy teropodów, takie jak pazury u skrzydeł i zęby, które jednak później zostały utracone niezależnie w wielu grupach ptaków, włącznie z ptakami nowoczesnymi (Neornithes). Podczas gdy wczesne formy, takie jak Archaeopteryx i Shenzhouraptor (syn. Jeholornis), zachowały kości ogonowe po swoich przodkach, ogony bardziej rozwiniętych ptaków zostały zredukowane wraz z pojawieniem się pygostylu w kladzie Pygostylia.
Pierwsza, duża, różnorodna linia rodowa krótkoogonowych ptaków to Enantiornithes, których budowa kości ramieniowych była inna niż u ptaków nowoczesnych. Enantiornithes zajmowały szereg nisz ekologicznych, od sondujących piaski ptaków wybrzeżowych i rybojadów po ptaki nadrzewne i ziarnojady. Bardziej rozwinięte linie rodowe także specjalizowały się w jedzeniu ryb, np. podobne zewnętrznie do mew ptaki z rzędu Ichthyornithiformes, traktowanego obecnie jako klad Ichthyornithes (=Ichthyornis). Jeden rząd mezozoicznych ptaków morskich zwany Hesperornithiformes (lub też Hesperornithes) był tak dobrze przystosowany do polowania na ryby w środowisku morskim, że ptaki te zatraciły zdolność do lotu i przeszły na nawodny tryb życia. Pomimo ich ekstremalnej specjalizacji, pokrewieństwo między Hesperornithiformes a ptakami nowoczesnymi jest bardzo bliskie.
|            | Enantiornithes                                                     |
|            |                                                                    |
| Ornithurae | \| \| Hesperornithiformes \| \| \| \| \| \| Neornithes \| \| \| \| |
|            | \| \| Hesperornithiformes \| \| \| \| \| \| Neornithes \| \| \| \| |
|            | Hesperornithiformes                                                |
|            |                                                                    |
|            | Neornithes                                                         |
|            |                                                                    |

|  | Hesperornithiformes |
|  |                     |
|  | Neornithes          |
|  |                     |

|            | Enantiornithes                                                     |
|            |                                                                    |
| Ornithurae | \| \| Hesperornithiformes \| \| \| \| \| \| Neornithes \| \| \| \| |
|            | \| \| Hesperornithiformes \| \| \| \| \| \| Neornithes \| \| \| \| |
|            | Hesperornithiformes                                                |
|            |                                                                    |
|            | Neornithes                                                         |
|            |                                                                    |

|  | Hesperornithiformes |
|  |                     |
|  | Neornithes          |
|  |                     |

|            | Enantiornithes                                                     |
|            |                                                                    |
| Ornithurae | \| \| Hesperornithiformes \| \| \| \| \| \| Neornithes \| \| \| \| |
|            | \| \| Hesperornithiformes \| \| \| \| \| \| Neornithes \| \| \| \| |
|            | Hesperornithiformes                                                |
|            |                                                                    |
|            | Neornithes                                                         |
|            |                                                                    |

|  | Hesperornithiformes |
|  |                     |
|  | Neornithes          |
|  |                     |

|            | Enantiornithes                                                     |
|            |                                                                    |
| Ornithurae | \| \| Hesperornithiformes \| \| \| \| \| \| Neornithes \| \| \| \| |
|            | \| \| Hesperornithiformes \| \| \| \| \| \| Neornithes \| \| \| \| |
|            | Hesperornithiformes                                                |
|            |                                                                    |
|            | Neornithes                                                         |
|            |                                                                    |

|  | Hesperornithiformes |
|  |                     |
|  | Neornithes          |
|  |                     |

| ← mln lat temuEwolucja ptaków |          |            |          |          |           |         |          |         |          |           |      |    |
| Prekambr←4,6 mld              | Kambr541 | Ordowik485 | Sylur443 | Dewon419 | Karbon359 | Perm299 | Trias252 | Jura201 | Kreda145 | Paleog.66 | Ng23 | Q2 |

## Radiacja adaptacyjna ptaków nowoczesnych

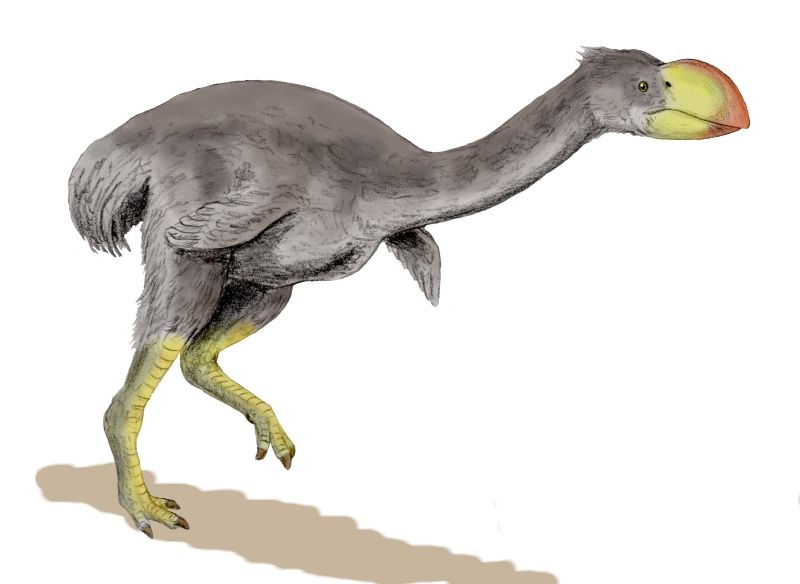
Dromornis stirtoni był największym kopalnym ptakiem nielotem – mierzył do 3 metrów i żył od 15 milionów lat do mniej niż 30 000 lat temu

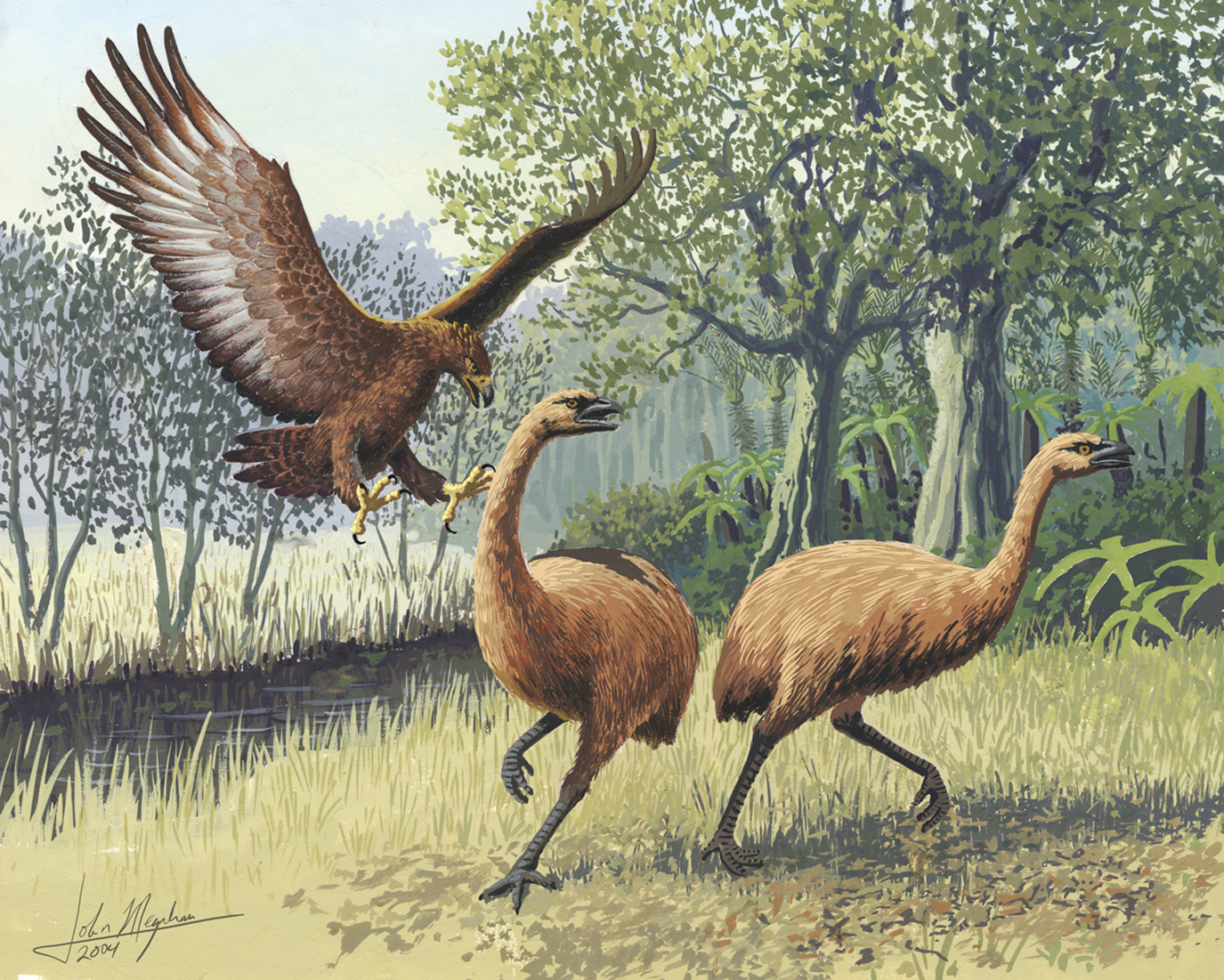
Orzeł Haasta (Harpagornis moorei) i moa (Dinornithiformes) nie dożyły czasów współczesnych

Odkrycie Vegavis iaai było ostatecznym dowodem na to, że ptaki nowoczesne (Neornithes) rozwinęły się – w ramach radiacji adaptacyjnej – w kilka głównych linii rodowych przed masowym wymieraniem organizmów, które kończy okres kredy. Linie te kategoryzuje się według najnowszych klasyfikacji systematycznych w dwa nadrzędy: Paleognathae i Neognathae. Według Sibleya i Ahlquista większość neognatycznych wyróżniła się przez powstanie gatunków zaliczanych do nadrzędu Galloanserae (w takim ujęciu Paleognathae i Neognathae podniesione są do rangi infragromad), w który wchodzą blaszkodziobe oraz grzebiące. Okres, w którym nastąpił podział, jest przedmiotem dyskusji naukowców. Zgodnym jest, że Neornithes ewoluowały w kredzie i że rozdzielenie między Galloanserae a pozostałymi Neognathes (za Sibleyem i Ahlquistem nadrząd „Neoaves”), miało miejsce przed wymieraniem kredowym. Różne są natomiast zdania na temat tego, czy radiacja pozostałych Neognathes miała miejsce przed, czy po wymarciu nieptasich dinozaurów. Ta niezgodność jest po części spowodowana rozbieżnościami w dowodach; datowanie molekularne sugeruje radiację w kredzie, podczas gdy materiał kopalny wskazuje na to, że radiacja odbyła się dopiero w paleogenie. Próby pogodzenia materiału molekularnego i kopalnego również nie przyniosły rezultatu.
|  | strusie i pokrewne |
|  |                    |
|  | kusacze            |
|  |                    |

| Neoaves      | inne ptaki                                                   |
|              | inne ptaki                                                   |
| Galloanserae | \| \| Anseriformes \| \| \| \| \| \| Galliformes \| \| \| \| |
|              | \| \| Anseriformes \| \| \| \| \| \| Galliformes \| \| \| \| |
|              | Anseriformes                                                 |
|              |                                                              |
|              | Galliformes                                                  |
|              |                                                              |

|  | Anseriformes |
|  |              |
|  | Galliformes  |
|  |              |

|  | strusie i pokrewne |
|  |                    |
|  | kusacze            |
|  |                    |

| Neoaves      | inne ptaki                                                   |
|              | inne ptaki                                                   |
| Galloanserae | \| \| Anseriformes \| \| \| \| \| \| Galliformes \| \| \| \| |
|              | \| \| Anseriformes \| \| \| \| \| \| Galliformes \| \| \| \| |
|              | Anseriformes                                                 |
|              |                                                              |
|              | Galliformes                                                  |
|              |                                                              |

|  | Anseriformes |
|  |              |
|  | Galliformes  |
|  |              |

Ewolucja głównych linii rodowych ptaków nowoczesnych

według taksonomii Sibleya-Ahlquista

## Klasyfikacja współczesnych gatunków
Klasyfikacja filogenetyczna ptaków jest kwestią sporną. Praca Phylogeny and Classification of Birds (1990) Sibleya i Ahlquista jest kamieniem milowym w klasyfikacji ptaków (choć często jest dyskutowana i stale poprawiona). Przewaga dowodów sugeruje, że większość rzędów nowoczesnych ptaków stanowi poprawne klady. Jednak naukowcy nie są zgodni co do dokładnych relacji między rzędami; dowody z anatomii ptaków nowoczesnych, skamieniałości i DNA doprowadziły do zasygnalizowania problemu, ale nie pojawił się żaden mocny konsensus. Począwszy od połowy pierwszej dekady XXI w. nowe skamieniałości i dane molekularne pozwalają rysować coraz bardziej wyraźny obraz ewolucji rzędów ptaków nowoczesnych, a także ich relacji. Na przykład Charadriiformes wykazują bardzo stary i odrębny rodowód. Zrozumienie wzajemnych stopni pokrewieństwa niższych poziomów taksonomicznych także ciągle się poszerza, zwłaszcza w ogromnie różnorodnym rzędzie Passeriformes.
27 czerwca 2008 r. zostały opublikowane największe dotąd badania nad genetyką ptaków, które obalają kilka hipotetycznych relacji i prawdopodobnie będzie konieczna całościowa rewizja drzewa filogenetycznego ptaków.